# Ernst Ehlers (Zoologe)

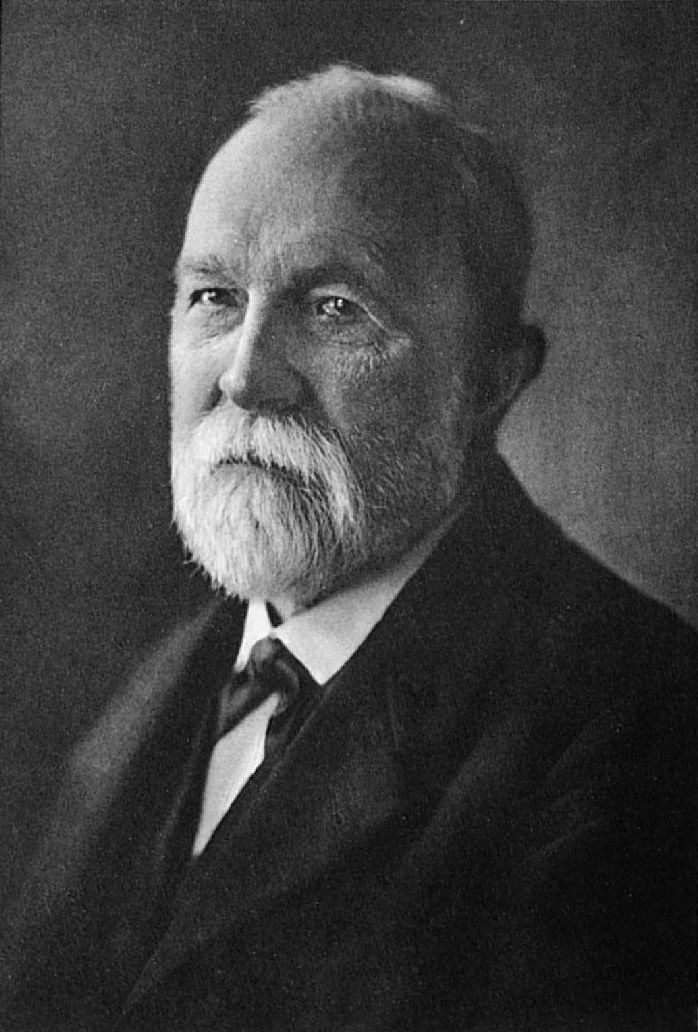
Ernst Heinrich Ehlers

Ernst Heinrich Ehlers (* 11. November 1835 in Lüneburg; † 31. Dezember 1925 in Göttingen) war ein deutscher Zoologe.

## Leben
Nach dem Abitur studierte er Medizin und Biologie und wurde nach erfolgter Promotion zum Doktor der Medizin als Arzt tätig. Nach seiner Habilitation war er zunächst Privatdozent und Prosektor am Anatomischen Institut Göttingen. Später wurde er zum Professor für Zoologie an die Georg-August-Universität Göttingen berufen, war an dieser bis zu seiner Emeritierung tätig und war unter anderem auch Doktorvater von Jan Bohls und Ludwig Rhumbler.
Neben seiner Lehrtätigkeit befasste er sich vor allem mit der Erforschung der Borstenwürmer und verfasste darüber das Fachbuch Die Borstenwürmer (Annelida Chaetopoda) nach systematischen und anatomischen Untersuchungen (1864). Später wurde er Herausgeber der 1848 von Carl von Siebold und Albert von Kölliker begründeten Zeitschrift für wissenschaftliche Zoologie. Am 13. Januar 1874 (Matrikel-Nr. 2125) wurde er zum Mitglied der Leopoldina gewählt.
Von 1894 bis 1895 war er Präsident der Deutschen Zoologischen Gesellschaft (DZG) und darüber hinaus auch langjähriges Mitglied der Königlichen Gesellschaft der Wissenschaften zu Göttingen (Societas Regia Scientiarum Gottingensis), der heutigen Akademie der Wissenschaften zu Göttingen. 1915 war er Sekretär dieser Gesellschaft und informierte als solcher unter anderem am 18. Dezember 1915 Albert Einstein über dessen Aufnahme zum Korrespondierenden Mitglied. Seit 1897 war er Korrespondierendes Mitglied der Preußischen Akademie der Wissenschaften. 1925 wurde Ernst Ehlers Ehrenmitglied der Leopoldina.
Ehlers wurde auch wegen seiner privaten Kunstsammlung bekannt.

## Schriften
- mit Wilhelm Moritz Keferstein: Zoologische Beiträge gesammelt im Winter 1859/60 in Neapel und Messina. Wilhelm Engelmann, Leipzig 1861 (Archive)
- Die Borstenwürmer (Annelida Chaetopoda) nach systematischen und anatomischen Untersuchungen dargestellt. Wilhelm Engelmann, Leipzig 1864 (Digitalisat)
- Ueber eine fossile Eunicee aus Solenhofen (Eunicites avitus), nebst Bemerkungen über fossile Würmer überhaupt. In: Zeitschrift für wissenschaftliche Zoologie, 18, 1868, S. 421–443 (Digitalisat)
- Ueber fossile Würmer aus dem lithographischen Schiefer in Bayern. In: Palaeontographica, 17, 1869, S. 145–175 (Digitalisat)